# Weddington (Karolina Północna)
Weddington – miasto w Stanach Zjednoczonych, w stanie Karolina Północna, w hrabstwie Mecklenburg.